# Pandelis Kapetanos
Pandelis Kapetanos (gr. Παντελής Καπετάνος, ur. 8 czerwca 1983) – grecki piłkarz, napastnik. Od 2014 jest zawodnikiem Skody Ksanti.
Karierę zaczynał w małym klubie w mieście Kozani (Macedonia Zachodnia). W latach 2002–2005 był zawodnikiem Iraklisu, następnie występował w AEK (2006-2008). Od 2008 do 2010 roku był zawodnikiem Steauy, do rumuńskiego klubu trafił na zasadzie wolnego transferu. W 2011 roku odszedł do CFR Cluj. W 2013 roku wrócił do Steauy.
W reprezentacji Grecji Kapetanos zadebiutował w marcu 2010 w spotkaniu z Senegalem. W tym samym roku został powołany przez Otto Rehhagela do kadry na mistrzostwa świata.
Piłkarzem jest także jego młodszy brat Kostas.